# Šinzo Koroki
Šinzo Koroki (japonsko 興梠 慎三), japonski nogometaš, * 31. julij 1986.
Za japonsko reprezentanco je odigral 16 uradnih tekem.